# Општина Драгомирешти (Васлуј)
Драгомирешти (рум. Dragomireşti) општина је у Румунији у округу Васлуј.
Oпштина се налази на надморској висини од 181 m.